# Curling-Pazifik-Asienmeisterschaft 2014
Die Curling-Pazifik-Asienmeisterschaften 2014 fanden vom 8. bis 15. November in Karuizawa, Japan, statt.
Bei den Männern und bei den Frauen gewann jeweils das Team aus der Volksrepublik China. Bei den Männern qualifizierte sich Japan als Zweitplatzierter neben China für die Weltmeisterschaft 2015 in Halifax, Kanada. Bei den Frauen war nur ein Platz (für die Siegerinnen) für die in Sapporo stattfindende Weltmeisterschaft 2015 zu vergeben, da der WM-Gastgeber Japan bereits den anderen für asiatische Teams vorgesehenen Platz belegte.

## Männer

### Teams
An der Meisterschaft der Männer nahmen sieben Mannschaften teil.
| Australien | Volksrepublik China                                                                         | Chinesisch Taipeh                                                                                       | Japan                                                                                         |
| --- | ------------------------------------------------------------------------------------------- | --- | --------------------------------------------------------------------------------------------- |
| Skip: Ian Palangio Third: Jay Merchant Second: Dean Hewitt Lead: Steve Johns                                               | Skip: Zang Jialiang Third: Zou Dejia Second: Ba Dexin Lead: Zou Qiang Alternate: Wang Jinbo | Skip: Randie Shen Third: Nicholas Hsu Second: Brendon Liu Lead: Lin Ting-li Alternate: Quinn Yu         | Skip: Yūsuke Morozumi Third: Tsuyoshi Yamaguchi Second: Tetsurō Shimizu Lead: Kōsuke Morozumi |
| Kasachstan | Neuseeland                                                                                  | Südkorea                                                                                                |                                                                                               |
| Fourth: Alexander Orlow Skip: Wiktor Kim Second: Ilja Kusnezow Lead: Musdybai Kudaibergenow Alternate: Abylaichan Schusbai | Fourth: Scott Becker Skip: Kenny Thomson Second: Rupert Jones Lead: Warren Dobson           | Skip: Kim Soo-hyuk Third: Kim Tae-hwan Second: Park Jong-duk Lead: Nam Yoon-ho Alternate: Yoo Min-hyeon |                                                                                               |

### Round Robin
In der Round Robin der Männer spielte jede Mannschaft einmal gegen jede andere Mannschaft.
| Datum  | Zeit  | Begegnung                        | Resultat |
| ------ | ----- | -------------------------------- | -------- |
| 10.11. | 9:00  | Neuseeland – Chinesisch Taipeh   | 2:6      |
|        |       | Australien – Südkorea            | 6:7      |
|        |       | Japan – Kasachstan               | 14:2     |
|        | 15:00 | Japan – Südkorea                 | 5:3      |
|        |       | Volksrepublik China – Neuseeland | 12:5     |
|        |       | Chinesisch Taipeh – Australien   | 6:8      |
| 11.11. | 9:00  | Volksrepublik China – Australien | 5:3      |
|        |       | Chinesisch Taipeh – Japan        | 4:6      |
|        |       | Kasachstan – Südkorea            | 0:11     |
|        | 15:00 | Chinesisch Taipeh – Kasachstan   | 11:0     |
|        |       | Australien – Neuseeland          | 5:7      |
|        |       | Japan – Volksrepublik China      | 10:2     |

| Datum  | Zeit  | Begegnung                               | Resultat |
| ------ | ----- | --------------------------------------- | -------- |
| 12.11. | 9:00  | Volksrepublik China – Chinesisch Taipeh | 12:1     |
|        |       | Kasachstan – Australien                 | 4:11     |
|        |       | Südkorea – Neuseeland                   | 9:4      |
| 12.11. | 15:00 | Kasachstan – Volksrepublik China        | 2:11     |
|        |       | Neuseeland – Japan                      | 2:7      |
|        |       | Südkorea – Chinesisch Taipeh            | 6:5      |
| 13.11. | 9:00  | Neuseeland – Kasachstan                 | 9:4      |
|        |       | Südkorea – Volksrepublik China          | 9:8      |
|        |       | Australien – Japan                      | 3:9      |

Tiebreaker 

13. November 19:00 Uhr
| Team       |    | 1 | 2 | 3 | 4 | 5 | 6 | 7 | 8 | 9 | 10 | Gesamt |
| ---------- | -- | - | - | - | - | - | - | - | - | - | -- | ------ |
| Neuseeland | 🔨 | 2 | 0 | 0 | 0 | 1 | 0 | 1 | 0 | 1 | 0  | 5      |
| Australien |    | 0 | 1 | 1 | 0 | 0 | 2 | 0 | 2 | 0 | 1  | 7      |

Endstand Round Robin
| Schlüssel | Schlüssel     |
| --------- | ------------- |
|           | Playoff-Platz |

| Land                | Skip            | Siege | Niederl. |
| ------------------- | --------------- | ----- | -------- |
| Japan               | Yūsuke Morozumi | 6     | 0        |
| Südkorea            | Kim Soo-hyuk    | 5     | 1        |
| Volksrepublik China | Zang Jialiang   | 4     | 2        |
| Australien          | Ian Palangio    | 2     | 4        |
| Neuseeland          | Kenny Thomson   | 2     | 4        |
| Chinesisch Taipeh   | Randie Shen     | 2     | 4        |
| Kasachstan          | Alexander Orlow | 0     | 6        |

### Playoffs
|  | Halbfinale | Halbfinale          | Halbfinale          | Halbfinale | Halbfinale |            |   | Finale | Finale | Finale |
|  |            |                     |                     |            |            |            |   |        |        |        |
|  | 1          | Japan               | 9                   | 6          |            |            |   |        |        |        |
|  | 4          | Australien          | 3                   | 4          |            |            |   |        |        |        |
|  | 4          | Australien          | 3                   | 4          | 1          | Japan      | 5 |        |        |        |
|  |            |                     |                     |            |            | Japan      | 5 |        |        |        |
|  |            | 3                   | Volksrepublik China | 7          |            |            |   |        |        |        |
|  | 2          | 3                   | Volksrepublik China | 7          | Südkorea   | 9          | 6 | 6      |        |        |
|  | 2          |                     |                     |            | Südkorea   | 9          | 6 | 6      |        |        |
|  | 3          | Volksrepublik China | 8                   | 8          | 7          |            |   |        |        |        |
|  |            |                     |                     |            |            | um Platz 3 |   |        |        |        |
|  |            |                     |                     |            |            |            |   |        |        |        |
|  | 4          | Australien          | 4                   |            |            |            |   |        |        |        |
|  | 2          | Südkorea            | 7                   |            |            |            |   |        |        |        |

#### Halbfinale
Spiel 2
14. November 9:00 Uhr
| Team       |    | 1 | 2 | 3 | 4 | 5 | 6 | 7 | 8 | 9 | 10 | Gesamt |
| ---------- | -- | - | - | - | - | - | - | - | - | - | -- | ------ |
| Japan      | 🔨 | 1 | 0 | 3 | 1 | 0 | 1 | 0 | 0 | 0 | X  | 6      |
| Australien |    | 0 | 2 | 0 | 0 | 1 | 0 | 0 | 0 | 1 | X  | 4      |

| Team                |    | 1 | 2 | 3 | 4 | 5 | 6 | 7 | 8 | 9 | 10 | Gesamt |
| ------------------- | -- | - | - | - | - | - | - | - | - | - | -- | ------ |
| Südkorea            | 🔨 | 1 | 0 | 0 | 2 | 0 | 0 | 0 | 0 | 3 | 0  | 6      |
| Volksrepublik China |    | 0 | 0 | 1 | 0 | 2 | 1 | 1 | 1 | 0 | 2  | 8      |

Spiel 3
14. November 14:00 Uhr
| Team                |    | 1 | 2 | 3 | 4 | 5 | 6 | 7 | 8 | 9 | 10 | 11 | Gesamt |
| ------------------- | -- | - | - | - | - | - | - | - | - | - | -- | -- | ------ |
| Südkorea            |    | 0 | 1 | 0 | 2 | 0 | 1 | 0 | 0 | 0 | 2  | 0  | 6      |
| Volksrepublik China | 🔨 | 1 | 0 | 2 | 0 | 1 | 0 | 2 | 0 | 0 | 0  | 1  | 7      |

#### Spiel um Platz 3
15. November 14:00 Uhr
| Team       |    | 1 | 2 | 3 | 4 | 5 | 6 | 7 | 8 | 9 | 10 | Gesamt |
| ---------- | -- | - | - | - | - | - | - | - | - | - | -- | ------ |
| Südkorea   | 🔨 | 0 | 0 | 3 | 0 | 1 | 0 | 1 | 1 | 0 | 1  | 7      |
| Australien |    | 0 | 0 | 0 | 2 | 0 | 1 | 0 | 0 | 1 | 0  | 4      |

#### Finale
15. November 14.00 Uhr
| Team                |    | 1 | 2 | 3 | 4 | 5 | 6 | 7 | 8 | 9 | 10 | Gesamt |
| ------------------- | -- | - | - | - | - | - | - | - | - | - | -- | ------ |
| Japan               | 🔨 | 2 | 0 | 0 | 0 | 1 | 0 | 1 | 0 | 0 | 1  | 5      |
| Volksrepublik China |    | 0 | 0 | 1 | 1 | 0 | 1 | 0 | 2 | 2 | 0  | 7      |

### Endstand
| Platz | Land                |
| ----- | ------------------- |
| 1     | Volksrepublik China |
| 2     | Japan               |
| 3     | Südkorea            |
| 4     | Australien          |
| 5     | Neuseeland          |
| 6     | Chinesisch Taipeh   |
| 7     | Kasachstan          |

Die Volksrepublik China und Japan qualifizierten sich für die Weltmeisterschaft 2015 in Halifax, Kanada.

## Frauen

### Teams
An der Meisterschaft der Frauen nahmen fünf Mannschaften teil.
| Australien | Volksrepublik China                                                                                       | Japan |
| --- | --- | --- |
| Skip: Kim Forge Third: Sandy Gagnon Second: Kate Montenay Lead: Jenny Riordan                                         | Skip: Liu Sijia Third: Lie Jinli Second: Yu Xinna Lead: Wang Rui Alternate: Mei Jie                       | Skip: Ayumi Ogasawara Third: Sayaka Yoshimura Second: Kaho Onodera Lead: Yumie Funayama Alternate: Anna Ōmiya |
| Neuseeland | Südkorea                                                                                                  | |
| Fourth: Thivya Jeyaranjan Skip: Chelsea Farley Second: Tessa Farley Lead: Eleanor Adviento Alternate: Waverley Taylor | Skip: Kim Eun-jung Third: Kim Kyeong-ae Second: Kim Seon-yeong Lead: Kim Yeong-mi Alternate: Kim Min-jung | |

### Round Robin
In der Round Robin der Frauen spielte jede Mannschaft zweimal gegen jede andere Mannschaft.
| Datum  | Zeit  | Begegnung                        | Resultat |
| ------ | ----- | -------------------------------- | -------- |
| 9.11.  | 9:00  | Neuseeland – Südkorea            | 4:9      |
|        |       | Australien – Japan               | 7:10     |
|        | 16:00 | Südkorea – Japan                 | 6:4      |
|        |       | Neuseeland – Volksrepublik China | 2:12     |
| 10.11. | 9:00  | Volksrepublik China – Japan      | 7:4      |
|        |       | Südkorea – Australien            | 10:3     |
|        | 15:00 | Australien – Volksrepublik China | 6:7      |
|        |       | Japan – Neuseeland               | 8:6      |
| 11.11. | 09:00 | Neuseeland – Australien          | 8:10     |
|        |       | Südkorea – Volksrepublik China   | 7:4      |
|        | 15:00 | Südkorea – Neuseeland            | 9:2      |
|        |       | Japan – Australien               | 9:3      |

| Datum  | Zeit  | Begegnung                        | Resultat |
| ------ | ----- | -------------------------------- | -------- |
| 12.11. | 09:00 | Volksrepublik China – Neuseeland | 9:5      |
|        |       | Japan – Südkorea                 | 4:7      |
|        | 15:00 | Australien – Südkorea            | 4:6      |
|        |       | Japan – Volksrepublik China      | 7:4      |
| 13.11. | 09:00 | Neuseeland – Japan               | 4:7      |
|        |       | Volksrepublik China – Australien | 9:6      |
|        | 14:00 | Volksrepublik China – Südkorea   | 2:3      |
|        |       | Australien – Neuseeland          | 5:8      |

Tiebreaker 

13. November 19:00 Uhr
| Team       |    | 1 | 2 | 3 | 4 | 5 | 6 | 7 | 8 | 9 | 10 | Gesamt |
| ---------- | -- | - | - | - | - | - | - | - | - | - | -- | ------ |
| Neuseeland |    | 0 | 1 | 3 | 3 | 2 | 0 | 0 | 0 | 2 | X  | 11     |
| Australien | 🔨 | 1 | 0 | 0 | 0 | 0 | 2 | 2 | 1 | 0 | X  | 6      |

Endstand Round Robin
| Schlüssel | Schlüssel     |
| --------- | ------------- |
|           | Playoff Platz |

| Land                | Skip              | Siege | Niederl. |
| ------------------- | ----------------- | ----- | -------- |
| Südkorea            | Kim Eun-jung      | 8     | 0        |
| Volksrepublik China | Liu Sijia         | 5     | 3        |
| Japan               | Ayumi Ogasawara   | 5     | 3        |
| Neuseeland          | Thivya Jeyaranjan | 1     | 7        |
| Australien          | Kim Forge         | 1     | 7        |

### Playoffs
|  | Halbfinale | Halbfinale | Halbfinale          | Halbfinale | Halbfinale          | Halbfinale | Halbfinale |          |   | Finale     | Finale | Finale |
|  |            |            |                     |            |                     |            |            |          |   |            |        |        |
|  | 1          | Südkorea   | 9                   | 9          | 10                  |            |            |          |   |            |        |        |
|  | 4          | Neuseeland | 4                   | 2          | 7                   |            |            |          |   |            |        |        |
|  | 4          | Neuseeland | 4                   | 2          | 7                   |            | 1          | Südkorea | 6 |            |        |        |
|  |            |            |                     |            |                     |            |            | Südkorea | 6 |            |        |        |
|  |            | 2          | Volksrepublik China | 7          |                     |            |            |          |   |            |        |        |
|  | 2          | 2          | Volksrepublik China | 7          | Volksrepublik China | 7          | 4          | 7        | 8 |            |        |        |
|  | 2          |            |                     |            |                     | 7          | 4          | 7        | 8 |            |        |        |
|  | 3          | Japan      | 4                   | 7          | 6                   | 7          |            |          |   |            |        |        |
|  |            |            |                     |            |                     |            |            |          |   | um Platz 3 |        |        |
|  |            |            |                     |            |                     |            |            |          |   |            |        |        |
|  | 4          | Neuseeland | 4                   |            |                     |            |            |          |   |            |        |        |
|  | 3          | Japan      | 8                   |            |                     |            |            |          |   |            |        |        |

#### Halbfinale
Spiel 3
14. November 9:00 Uhr
| Team       |    | 1 | 2 | 3 | 4 | 5 | 6 | 7 | 8 | 9 | 10 | Gesamt |
| ---------- | -- | - | - | - | - | - | - | - | - | - | -- | ------ |
| Südkorea   | 🔨 | 2 | 0 | 2 | 1 | 0 | 0 | 3 | 0 | 2 | X  | 10     |
| Neuseeland |    | 0 | 2 | 0 | 0 | 2 | 0 | 0 | 3 | 0 | X  | 7      |

| Team                |    | 1 | 2 | 3 | 4 | 5 | 6 | 7 | 8 | 9 | 10 | Gesamt |
| ------------------- | -- | - | - | - | - | - | - | - | - | - | -- | ------ |
| Volksrepublik China | 🔨 | 1 | 0 | 1 | 0 | 1 | 2 | 0 | 1 | 0 | 1  | 7      |
| Japan               |    | 0 | 1 | 0 | 1 | 0 | 0 | 2 | 0 | 2 | 0  | 6      |

Spiel 4
14. November 14:00 Uhr
| Team                |    | 1 | 2 | 3 | 4 | 5 | 6 | 7 | 8 | 9 | 10 | Gesamt |
| ------------------- | -- | - | - | - | - | - | - | - | - | - | -- | ------ |
| Volksrepublik China |    | 0 | 0 | 2 | 0 | 2 | 0 | 0 | 2 | 0 | 2  | 8      |
| Japan               | 🔨 | 1 | 0 | 0 | 4 | 0 | 1 | 0 | 0 | 1 | 0  | 7      |

#### Spiel um Platz 3
9. November 09:00 Uhr
| Team       |    | 1 | 2 | 3 | 4 | 5 | 6 | 7 | 8 | 9 | 10 | Gesamt |
| ---------- | -- | - | - | - | - | - | - | - | - | - | -- | ------ |
| Japan      | 🔨 | 0 | 2 | 0 | 3 | 2 | 0 | 0 | 1 | 0 | X  | 8      |
| Neuseeland |    | 1 | 0 | 1 | 0 | 0 | 0 | 1 | 0 | 1 | X  | 4      |

#### Finale
9. November 09.00 Uhr
| Team                |    | 1 | 2 | 3 | 4 | 5 | 6 | 7 | 8 | 9 | 10 | 11 | Gesamt |
| ------------------- | -- | - | - | - | - | - | - | - | - | - | -- | -- | ------ |
| Südkorea            | 🔨 | 0 | 1 | 0 | 1 | 1 | 0 | 2 | 0 | 1 | 0  | 0  | 6      |
| Volksrepublik China |    | 0 | 0 | 2 | 0 | 0 | 2 | 0 | 1 | 0 | 1  | 1  | 7      |

### Endstand
| Platz | Land                |
| ----- | ------------------- |
| 1     | Volksrepublik China |
| 2     | Südkorea            |
| 3     | Japan               |
| 4     | Neuseeland          |
| 5     | Australien          |

Die Volksrepublik China qualifizierte sich für die Weltmeisterschaft 2015 in Sapporo, Japan.